# Глицериновая кислота
Глицериновая кислота — органическая карбоновая сахарная кислота, получаемая при окислении глицерина.
{\displaystyle {\ce {CH2OH-CHOH-CH2OH + [O] -> CH2OH-CHOH-COOH + H2O}}}.
Соли и эфиры глицериновой кислоты именуются глицератами.

## Биохимия
Некоторые фосфатные производные глицериновой кислоты, например 2-фосфоглицериновая кислота, 3-фосфоглицериновая кислота, 1,3-бисфосфоглицериновая кислота и 2,3-бисфосфоглицериновая кислота, являются интермедиатами в гликолизе и других метаболических путях.
3-фосфоглицериновая кислота является важной молекулой при биосинтезе аминокислоты серина (Ser, S), которая, в свою очередь, может в дальнейшем использоваться в биосинтезе цистеина (Cys, C) и глицина (Gly, G).